# Саундтрек Grand Theft Auto: Liberty City Stories
Саундтрек Grand Theft Auto: Liberty City Stories має десять радіостанцій, які являють собою суміш кількох ліцензованих музичних записів і аудіодоріжки, створені спеціально для гри.
Особливістю для PSP-версії гри є можливість прослухати саундтреки користувача. Раніше цю можливість можна було використовувати на приставках Xbox і PC.

## Ігровий саундтрек
- Danger Mouse — A Dark March (2:10) — Головний саундтрек гри
- Danger Mouse — Mission Complete (0:05)
- Sonia Slany — Japanese Geisha (3:00)
- Bugz In The Attic — The Heist (GTA III Theme Remix) (1:24)

## Музичні радіостанції

### Head Radio
DJ: Michael Hunt
Жанр: Софт-рок
1. Conor & Jay — Train (3:11)
2. Cloud Nineteen — The One for Me (2:51)
3. Purser — Take the Pain (3:37)
4. L-Marie за участю Raff — Free Yourself (3:56)
5. 15 Ways — Drive (3:15)
6. Rosco Stow — «Welcome to the Real World» (2:40)
7. Vanilla Smoothie — Keep Dreaming (3:03)

Head Radio в Grand Theft Auto: Liberty City Stories, як і в Grand Theft Auto III, цілком складається з композицій, написаних Rockstar North спеціально для цієї гри. А між музичними треками слухачів, як і раніше, розважає своїми жарти Майкл Хант, якого озвучує справжній діджей Russ Mottla. Композиції дуету Conor & Jay також присутні в плейлисті Head Radio в іграх Grand Theft Auto 2 і Grand Theft Auto III. Офіс Head Radio знаходиться в Харвурді

### Double Cleff FM
DJ: Sergio Boccino
Жанр: Класична музика, опера
1. Giuseppe Verdi — Anvil Chorus (2:43)
2. Giuseppe Verdi — Chorus of the Hebrew Slaves (3:53)
3. Giuseppe Verdi — Tacea La Notte Placida (3:44)
4. Ruggiero Leoncavallo — Vesti La Giubba (3:04)
5. Wolfgang Amadeus Mozart — E Amore Un Ladroncello (3:54)
6. Wolfgang Amadeus Mozart — Overture (4:07)

Double Cleff FM транслює твори класиків європейської опера музики. Діджей Серджіо Боччіно та його смаки не користуються особливою популярністю серед решти слухачів, один з яких, аматор пограти на фаготі Морган Мерівезер, не полінувався додзвонитися до прямого ефіру. Він і змінив Серджіо біля мікрофона «Double Clef» в Grand Theft Auto III в 2001 році.

### K-Jah
DJ: Natalee Walsh Davis
Жанр: Реггі
1. Errol Bellot — What a Wonderful Feeling (3:15)
2. Kenny Knots — Ring My Number (3:21)
3. Kenny Knots — Run Come Call Me (3:23)
4. Kenny Knots — Watch How the People Dancing (3:28)
5. Peter Bouncer — Ready For the Dancehall Tonight (4:01)
6. Richie Davis — Lean Boot (3:05)
7. Richie Davis — You Ha Fe Cool (3:04)
8. Selah Collins — Pick a Sound (3:26)

Улюблена радіостанція членів банди «Ярді». Ведуча Наталі Волш Девіс (озвучує акторка Паскаль Арман) через три роки в Grand Theft Auto III змінить Хорас Волш.

### Rise FM
DJ: Boy Sanchez
Жанр: Танцювальна музика
1. De'Lacy — Hideaway (Deep Dish Vocal Remix) (11:49)
2. Eddie Amador — House Music (6:01)
3. Green Velvet — Flash (7:11)
4. Happy Clappers — I Believe (7:14)[1]
5. Jaydee — Plastic Dreams (10:14)
6. Josh Wink — Higher State of Consiousness (6:14)
7. Kristine W. — Feel What You Want (5:27)
8. Moloko — Sing It Back (Boris Musical Mix) (9:20)
9. Robert Armani — Circus Bells (Hardfloor Remix) (9:00)
10. Ron Trent — Altered States (13:38)
11. Slam — Positive Education (8:35)
12. Sneaker Pimps — Spin Spin Sugar (Armand's Dark Garage Mix) (9:02)[1]
13. Ultra Nate — Free (7:15)

Rise FM — радіостанція, присвячена електронній танцювальній музиці стилю хаус. Улюблена радіостанція бандитів колумбійського наркокартелю. Діджей Бой Санчес до 2001 року канув у лету. На його місце в Grand Theft Auto III прийшов Andre The Accelerator, який у Grand Theft Auto: Liberty City Stories також з'являється в епізодичній ролі.

### Lips 106
DJ: Cliff Lane, Andee
Жанр: Поп-музика
1. Rudy La Fontaine — Funk in Time (3:30)
2. Sawaar — Love is the Feeling (3:04)
3. Sunshine Shine — Mine Until Monday (3:02)
4. Credit Check — Get Down (3:10)
5. Cool Timers — Tonight (3:23)
6. Nina Barry — Bassmatic (3:49)
7. The Jackstars — Into Something (Come On, Get Down) (3:19)

Як і у випадку з Head Radio, всі композиції, що звучать на Lips 106, створені музичним відділом компанії Rockstar North . У перервах між виступами вигаданих виконавців можна прослухати Кліффа Лейна та його молоду провідну Енді, яка до 2001 року залишиться єдиним діджеєм цієї станції.

### Radio Del Mundo
DJ: Panjit Gavaskar
Жанр: Етнічна музика
1. Ahmed Mneimneh — Aini Bet Ref (4:04)[1]
2. Ananda Shankar — Raghupati (3:30)
3. Asha Bhosle — Dum Maro Dum (4:28)
4. Farid El Atrache — Hebeena Hebeena (7:34)
5. Natacha Atlas — Kidda (5:07)[1]
6. Ofra Haza — Im Nin'Alu (3:32)[1]
7. Samira Tawfic — Ballaa Tsoubou Hul Kahwa (2:55)[1]
8. Vijaya Anand — Neeve Nanna (Only You Were Mine) (4:01)

Ексклюзив мобільної версії гри
1. Salatin El Tarab Orchestra — Ah Ya Zein (2:57)
2. Michel Nahme — Marmara (3:12)
3. Mohamad Hussein — Mariam Mariamti (10:36)
4. Mosavo — Cedars of Lebanon (Lebanese Dabke) (3:38)
5. Mohamed Eskander — La Tisalouni (5:42)

Більшість водіїв таксі в Ліберті-Сіті (як і в його реальному прототипі — Нью Йорку) — південно-азіатського походження. Їм подобається слухати рідні чи близькі до них мотиви. Спеціально для них — Radio Del Mundo, що залишило ефір «Міста Свободи» до 2001 року. Екстравагантного діджея Панджита Гаваскар озвучив Хаяз Акрам.

### MSX 98
DJ: MC Codebreaker, DJ Timecode
Жанр: Драм-н-бейс
1. Dead Dred — Dred Bass (5:51)
2. Deep Blue — The Helicopter Tune (5:26)
3. DJ Pulse — Stay Calm (Foul Play Remix) (7:27)
4. Foul Play — Finest Illusion (Legal Mix)' (5:41)
5. Higher Sense — Cold Fresh Air (5:58)
6. Hyper-On Experience — Disturbance (Tango Remix) (5:35)
7. Omni Trio — Living For The Future (6:33)
8. Omni Trio — Living For The Future (FBD Project Remix) (6:16)
9. Omni Trio — Renegade Snares (6:36)
10. Omni Trio — Thru The Vibe (2 on 1 Remix) (5:59)
11. Renegade — Terrorist (6:11)

До 2001 року радіостанція позбавилася індексу «98» у назві, але не своїх діджеїв — MC Codebreaker і Роб Плейфорд (DJ Timecode) виступили в ролі самих себе як у Grand Theft Auto: Liberty City Stories , так і в Grand Theft Auto III. Також примітна відсутність на радіо MSX '98 будь-якої комерційної реклами.

### Flashback 95.6
DJ: Reni Wassulmaier
Жанр: Італо-диско
1. Giorgio Moroder — Chase (8:26)
2. Giorgio Moroder — E-MC2 (4:34)
3. Giorgio Moroder — First Hand Experience in Second Hand Love (5:01)
4. Giorgio Moroder — From Here to Eternity (5:51)
5. Giorgio Moroder — I Wanna Rock You (6:30)
6. Giorgio Moroder — I'm Left, You're Right, She's Gone (5:06)

Найнеоднозначніша з музичних радіостанцій Ліберті-Сіті кінця 1990-х років 1990-х років. Flashback 95.6 транслює диско-мікси за авторством Джорджо Мородера і шокує поважну публіку монологами радіоведучої Рені Васселмайєр. Транссексуал Рені — перший діджей в історії Grand Theft Auto, що став сюжетним персонажем, що видає завдання головному герою в Grand Theft Auto: Vice City Stories. До 2001 ріку станція обзавелася репертуаром з поп-музики 1980-х і діджеєм з того ж періоду, Тоні, яка працювала в 1980-х роках на радіо Flash FM в Grand Theft Auto: Vice City і Grand Theft Auto: Vice City Stories.

### The Liberty Jam
DJ: DJ Clue
Жанр: хіп-хоп Східного узбережжя, реп
1. Big Pun — Beware (3:15)
2. Big Pun — Twinz (Deep Cover 98) (3:48)
3. DMX за участю DJ Clue, Jadakiss, Styles P, Drag-On & Eve — Ruff Ryders' Anthem (Remix) (3:52)
4. DMX за участю Sheek Louch — Get at Me Dog (4:03)
5. Method Man — All I Need (3:15)
6. Mobb Deep — Shook Ones, Pt. II (5:26)
7. Noreaga — N.O.R.E. (3:13)
8. Onyx за участю Noreaga & Big Pun — Shut 'Em Down (Remix) (4:14)
9. Raekwon — Incarcerated Scarfaces (4:42)
10. Redman за участю Method Man — «Do What Ya Feel» (4:13)
11. The Lox — Chest2Chest Freestyle (3:24)[1]
12. The Lox & Black Rob — Chain Gang Freestyle (3:45)[1]

The Liberty Jam на чолі з ведучим DJ Clue у ролі самого себе. Доля станції незавидна — до 2001 у її мовлення припинилося. Але завдяки Game Radio прихильники хіп-хопа в Ліберті-Сіті не залишилися без улюбленої музики в ефірі Grand Theft Auto III.

## Розмовні радіостанції

### LCFR (Liberty City Free Radio)
LCFR розшифровується як Liberty City Free Radio і працює у форматі широко поширеного в США «розмовного» жанру. На радіо транслюються п'ять рейтингових шоу, чотири з яких з тих чи інших причин припинили виходити в ефір до 2001 ріку, а п'яте, залишившись на самоті, передало своє ім'я всій радіостанції — Chatterbox 109.

#### Ведучі та шоу
1. Nurse Bob — шоу Heartland Values (9:42)
Програма Heartland Values на чолі з затятим поборником христианських цінностей «Сестрою милосердя Бобом» є пародією на те, що з'явилося в США в 2003 році ток-шоу The Dr. Phil Show. Ексцентричний і «побожний», «Сестра Боб» не гребує використовувати хамство на адресу тих, кому він несе слово Боже і пропонує прийняти християнську мораль.
2. Steve та Bill — шоу Electron Zone (7:13)
Передача Electron Zone присвячена тенденціям технічного прогресу, а імена її ведучих Стіва (озвучує актор Птолемей Слокам) та Білла (озвучує актор Майкл Урічек) — явний натяк на CEO компанії Apple Стіва Джобса і главу Microsoft Білла Гейтса. Немов у насмішку над своїми прототипами, персонажі на радіо є затятими прихильниками протиборчих систем-конкурентів, протилежних їх прототипам з реального життя: так, Білл підтримує Fruit OS (натяк на Apple Mac OS), а Стів — навпаки, апологет операційної системи TOS (Technical Operating System), аналога Microsoft DOS у всесвіті Grand Theft Auto. Один із слухачів, що додзвонилися на передачу — Річард Бернс — співробітник інформаційної служби радіо WCTR з Grand Theft Auto: San Andreas.
Більшість шоу, що телефонують в ефір, показано інтернет-фанатиками. Також показаний натяк на фільм «Матриця», коли дівчина на ім'я Деніз запитує про фільм Mainframe про віртуальну реальність.
Ще одним дзвонять є Кен з Карсер-Сіті (відсилання до іншої гри від Rockstar — Manhunt). Він скаржиться, що його тримає під контролем ФБР, не даючи переглядати порнографію. Ведучий Біл думає, що він має на увазі педофілію. Хоча той, хто дзвонить говорить про «кілька смажених шматочків м'яса з його ЗВЧ-печі» (англ. several toasted meat pastries coming out of his microwave), що має на увазі ще більш химерний прояв фетішизму.
3. Lee Chowder та Crow — шоу Breathing World (9:08)
Ведуча Breathing World Мелісса Чодер (озвучує акторка Ешлі Альберт) бере інтерв'ю у вигаданого музиканта Бернарда Гордона (озвучує актор Грегг Мартін), «відомого» у світі Grand Theft Auto під псевдонімом «Ворон» (англ. Crow). Образ гостя в студії був створений розробниками як карикатура на відомого співака і композитора Стінга. З Grand Theft Auto: Vice City Stories нам стає відомо, що один із гуртів, де «Ворон» раніше був солістом і який розпався в 1984 ріку, називається The Ambulance' '. Ця назва — натяк на групу The Police, що припинила приблизно в той же час свою діяльність, в якій виступав Стінг.
4. Richard Goblin — шоу Coq 'O' Vin (8:12)
Кулінарне шоу Coq 'O' Vin з французьким шеф-кухар Річардом Гобліном (озвучує актор Майк Шапіро) вражає слухачів витонченими способами приготування різних страв з будь-якої живності, здебільшого ще живої в момент готування. Після такого багато слухачів стають вегетаріанцями, а найвразливішим рекомендується змінити хвилю — щоб уникнути непритомність або іншої реакції організму на збочення, що творяться в прямому ефірі.
Річард Гоблін вже зустрічався нам раніше в Grand Theft Auto: San Andreas: він згадується в радіопередачі «Entertaining America», а також в Сан-Фієрро можна знайти рекламний плакат з його зображенням.
5. Lazlow — шоу Chatterbox (10:18)
І знову улюбленець публіки Лазло (озвучує актор Лазло Джонс). Розмови ведучого про життя, музику та жінок перемежовуються захоплюючими діалогами зі слухачами, які додзвонилися в прямий ефір: тут і антиклерикальний «кул-хацкер», юна відьма і семирічна дівчинка, яка володіє непристойним словом (fuck), і інші… Навіть сама матуся Сіпріані не погребувала поговорити з автором шоу, не преминувши при цьому пригрозити йому розправою.

## Бренди в рекламі на радіо
- Ammu-Nation — мережа магазинів зброї, що присутня на просторах ігор серії GTA, яка в цій грі забезпечує постачання людям, які хочуть захистити себе від наступаючих 2000-х років. Спонсор Logger beer та Redwood cigarettes з GTA San Andreas.
- Chateau de Boeuf (букв. Замок яловичини) — марка вин, що сприяє, як запевняє реклама, збільшення сексуального досвіду.
- Bathtub Gin Still' — копії ванн для алкоголю за часів «сухого закону».
- Crowfest '98 — рок-фестиваль, проведений рок-співаком Crow, у якому переважає рок із етнічними мотивами. Пародія на Ozzfest або Live Aid.
- Citizens United Negating Technology For Life And People's Safety — (букв. Об'єднання громадян, які заперечують технологію для життя і безпеки людей; скор. C.U.N.T.F.L.A.P.S, де з англ. cunt — вульгаризм на позначення жіночих статевих органів) — сумнівна організація, члени якої негативно відгукуються про Інтернет, говорячи про те, що діти можуть познайомитися з збоченцями або що в Інтернеті більша частина інформації — погана. Найпоширеніша реклама на радіо. Має 4 версії — по 2 на кожній з радіостанцій Head Radio, Lips 106 і LCFR. Одна з учасниць організації дзвонить у програму Chatterbox на 'LCFR'.
- Discount Adventure Cruises — (букв. Пригодницькі круїзи зі знижкою) — круїзи, в яких покупець не отримує ту розкіш, за яку він не хоче платити.
- Feel All Great Sports (FAGS) — магазин спортивних аксесуарів з гомосексуальної тематикою. Спонсор Ultimate Disk in the Dark з GTA San Andreas.
- Koala — пародія на туалетний папір Charmin, що використовує як свій логотип коалу, замість ведмедів гризлі.
- Liberty City's Finest — програма з комерційної вербування та прийому на роботу в Поліцейський департамент міста Liberty City. Висміює поліцейських як лінивих працівників.
- Maibatsu Womb — автомобіль від корпорації Maibatsu, відповідний традиціям своїх попередників — Monstrosity і Thunder — не з'являється у грі. Позиціонується як гігантський мікроавтобус, з вбудованим телевізором, холодильником і масажером. Покликаний догодити одруженим чоловікам.
- The Mainframe (букв. мейнфрейм) — кінофільм від студії Love Media, у якому п'ятеро підлітків приймають ЛСД і відкривають істину. Пародія на фільм «Матриця». Насправді фільм «Матриця» вийшов 1999 року, через рік після подій гри.
- Pastmaster — комп'ютерна гра, яка, як запевняють рекламодавці, допоможе дітям знову пережити найбільш звірячі битви за всю історію людства.
- Pilgrim's Pantry — реклама ресторану оформленого в стилі XVII століття а.
- RAILS (букв. рейки) — вироблений колумбійським картелем сумнівний порошок, призначений для вживання через ніс, як кокаїн . «Рейки» в англійській мові є сленг назвою кокаїну.
- Space Monkey 7 — консольна відеогра. Пародія на японську культуру, показує людину з сильним акцентом, що кричить «Ah, Space Monkey!».
- SWAPMEET — телесеріал у жанрі сітком, що траслюється на телеканалі Weazel щочетверга ввечері, який розповідає про трьох хлопців і двох дівчат, які живуть про одну квартиру. У грі згадується 9-й сезон, що розпочався 30 жовтня 1998 року. У цьому сезоні Лорейн стає вагітною, і з'являється Сонар. Пародія на серіал «Друзі».
- Plug — музична реклама у стилі 1950-х років, об'єктом якої є гігієнічні тампони.
- Vivisection (букв. вивісекція) — науковий набір, завдяки якому діти зможуть проводити різні біологічні експерименти на щурх. Також позиціонується як популярна відеогра з гонками на картах. Пародія на численні відеоігри з гонками, випущені в 1990-х роках, такі як Mario Kart 64, Crash Team Racing, Diddy Kong Racing.